# Mainzer Segen

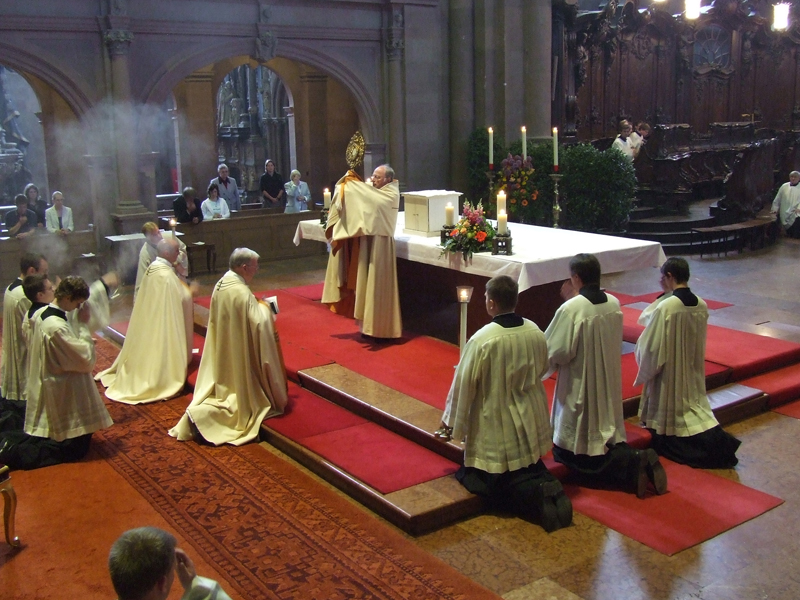
Domdekan Heckwolf während der Spendung des ersten Mainzer Segens 2008

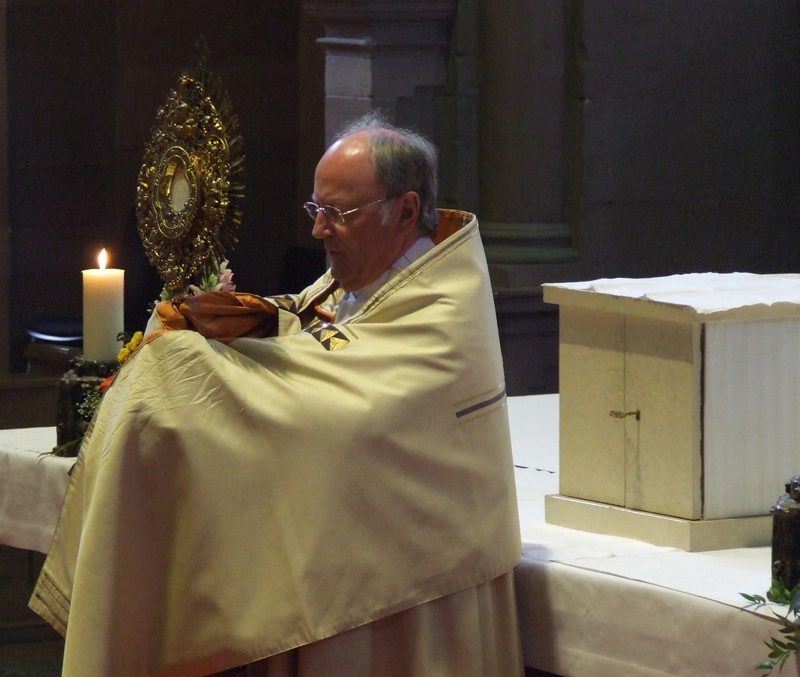
Beim zweiten Segen

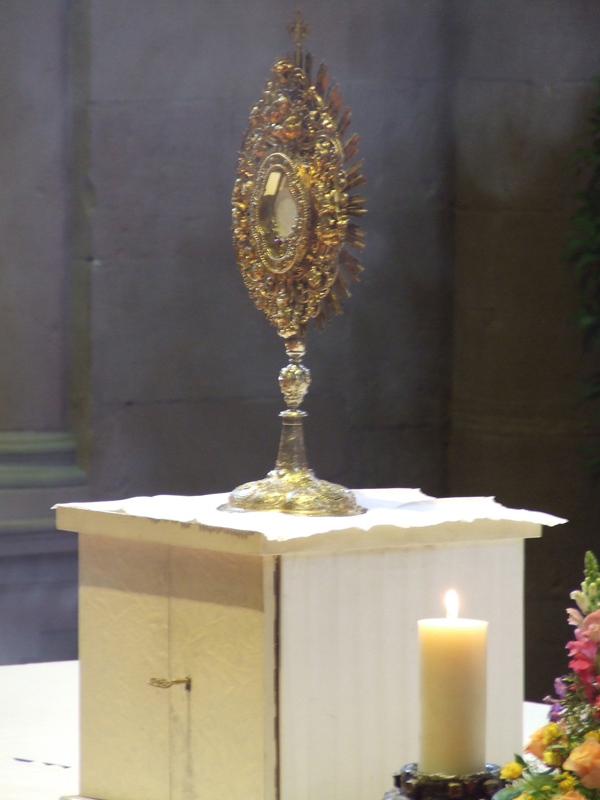
Das Allerheiligste in der Monstranz auf dem Tabernakel

Der Mainzer Segen ist eine besondere Form der eucharistischen Frömmigkeit, die in der Geschichte des Bistums Mainz lange überliefert ist. 

## Heutige Praxis
Beim „Mainzer Segen“ wird bereits zu Beginn einer Vesper der Sakramentale Segen mit der Monstranz gespendet und zum Abschluss ein weiteres Mal. Die nach dem Zweiten Vatikanischen Konzil erlassenen Ordnungen für die Heilige Messe und das Stundengebet sehen die Spendung des Eucharistischen Segens nur am Ende der jeweiligen Feier vor, daher ist die hier beschriebene Ausnahme einzigartig. Im Mainzer Dom wird diese Form des Segens heute auch nur noch einmal jährlich in der Stiftsvesper an Fronleichnam erteilt.

## Ältere Praxis
Vor den mit den liturgischen Veränderungen einhergehenden Reformen war die Form des Mainzer Segens für die Erteilung des Eucharistischen Segens an Fronleichnam (bei Hochamt, Vesper und Andacht), am Herz-Jesu-Fest und den Herz-Jesu-Freitagen (nur, wenn auch das Hochamt vor ausgesetztem Allerheiligsten stattfand), bei der Andacht am Sakramentalen Sonntag und bei allen Andachten, zu denen Aussetzung erfolgen musste, vorgeschrieben. Das waren neben Fronleichnam die Andachten an Weihnachten, Epiphanie, Ostersonntag, Christi Himmelfahrt, Pfingstsonntag, Christkönigssonntag, Herz-Jesu-Fest und Herz-Jesu-Freitagen sowie alle sakramentalen Andachten. 
Der Mainzer Segen wurde jeweils zu Beginn und am Ende der Aussetzung des Allerheiligsten erteilt. Nach den 1959 erlassenen Vorschriften war dazu der Gesang des „Tantum ergo“ oder eines anderen Segensliedes vorgeschrieben. Jeweils nach dem Singen der beiden Strophen wurde der Segen erteilt. Zudem war das Allerheiligste vor und nach dem Segen zu inzensieren. Bei der Messe durfte der Segen auch im Messgewand erteilt werden, ansonsten war wie allgemein üblich der Chormantel vorgeschrieben.

## Nachweis
1. ↑  Verordnung über die Aussetzung des Allerheiligsten Altarsakramentes, Kirchliches Amtsblatt für die Diözese Mainz Nr. 26 vom 10. Dezember 1959 S. 91f.